# سسک عینک‌سفید
سسک عینک‌سفید (نام علمی: Phylloscopus intermedius) گونهای از سسک برگی از خانواده سسکان برگی است که در آسیا از هیمالیای شرقی تا جنوب شرقی چین و جنوب ویتنام یافت می‌شود. زیستگاه طبیعی آن جنگل‌های دشت نمناک نیمه‌گرمسیری یا گرمسیری و جنگل‌های کوهستانی نمناک نیمه‌گرمسیری یا گرمسیری است. در گذشته در خانواده سسکان جهان قدیم (Sylviidae) جای داشت.

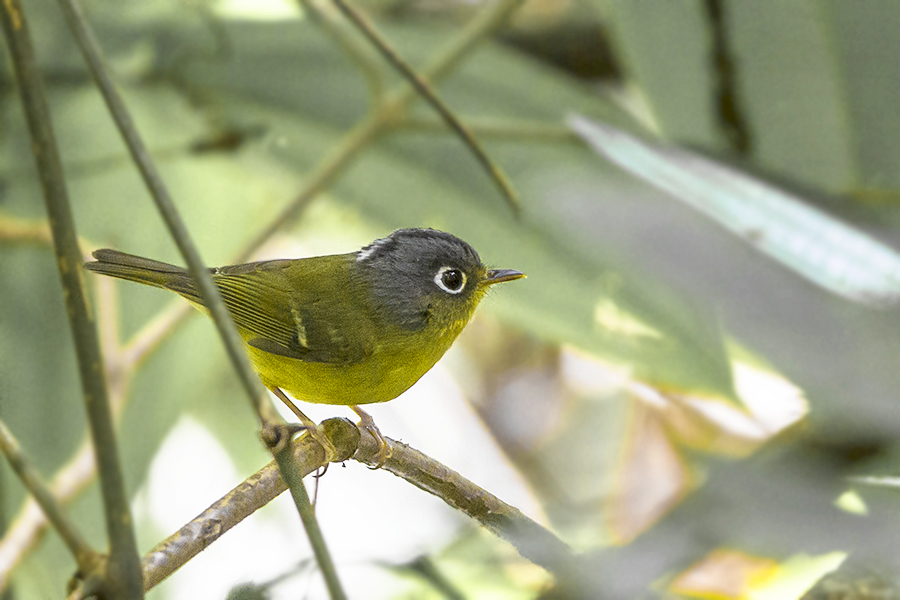
سسک عینک‌سفید از نیماچن، سیکیم، هند.